# Heliport Tasiusaq (Upernavik)

i7
i11
i13
Der Heliport Tasiusaq (ICAO-Code: BGTA) ist ein Hubschrauberlandeplatz in Tasiusaq im nordwestlichen Grönland. Da er kein Abfertigungsgebäude besitzt, wird der Heliport auch als Helistop bezeichnet.

## Lage und Ausstattung
Der Heliport liegt etwas nördlich des Dorfs, liegt auf einer Höhe von 181 Fuß und hat eine asphaltierte 20 × 20 m große quadratische Landefläche.

## Fluggesellschaften und Ziele
Der Heliport wird von Air Greenland bedient, welche saisonale regelmäßige Flüge zum Heliport Innaarsuit und zum Flughafen Upernavik anbietet.